# Élise Karlin
Pour les articles homonymes, voir Karlin.
Élise Karlin est une journaliste et essayiste française, née le 10 octobre 1967.

## Biographie
Ancienne élève du Centre de formation des journalistes (promotion 1991), elle est journaliste à France Inter avant de rejoindre L’Express.
En 1992, elle signe, avec une quinzaine de journalistes, un communiqué de protestation contre la décision du Front national de ne pas recevoir le journaliste Thomas Legrand lors de la convention nationale du parti après la diffusion d'un reportage sur le Front national, en prévenant que « sa sécurité ne serait pas assurée ».
Elle est l'auteure de deux essais biographiques sur les présidents Nicolas Sarkozy et François Hollande.
Dans Les Sarkozy, une famille française, co-écrit avec Pascale Nivelle et publié en 2006, elle narre l'enfance de Nicolas Sarkozy, en décrivant les origines de sa famille et la société dans laquelle il a grandi. Il s'agit d'une biographie du président de la République de sa naissance à son entrée en politique comme maire de Neuilly-sur-Seine. Les auteures évoquent notamment son grand-père maternel Bénédict Mallah et ses relations avec ses parents.
En 2014, elle publie Le président qui voulait vivre ses vies, qui décrit la publicité faite de la vie sentimentale de François Hollande, qu'elle qualifie de « vaudeville d'État ». Elle écrit ce livre à la demande de l'éditeur Fayard à partir d'interviews d'amis et de collaborateurs du président de la République et de Valérie Trierweiler, ces derniers n'ayant pas souhaité recevoir la journaliste. Le livre est décrit par la presse comme un « portrait au vitriol » du couple, qui rapporte qu'Élise Karlin considère sa reformation comme « probable ». Elle insiste notamment sur les « fragilités » de Valérie Trierweiler, décrite comme souffrant d'une « jalousie maladive ».  Le livre ne suscite pas d'intérêt de la présidence de la République lors de sa parution. Il est sélectionné pour le prix Bernard Mazières du livre politique 2014.
Elle publie avec Sylvie Epelboin J’ai longtemps cru qu’il suffisait d’être deux : le désir d’enfant et la médecine.

## Publications
- avec Pascale Nivelle, Élise Karlin. Les Sarkozy, une famille française, Calmann-Lévy, septembre 2006  (ISBN 2702137237)
- Le président qui voulait vivre ses vies : Les coulisses d'un vaudeville d'État, Fayard, 2014  (ISBN 2213681953)
- avec Sylvie Epelboin, J'ai longtemps cru qu'il suffisait d'être deux, Grasset, 2019  (EAN 9782246813323)